# Aldo Corno
Aldo Corno (né le 17 décembre 1950 à Rome) est un entraîneur italien de basket-ball.

## Biographie
Avec les équipes de l'A.S. Vicenza dans les années 1980 et Comense dans les années 1990, Aldo Corno a conquis l'un des plus beaux palmarès du basket-ball féminin européen.
Il a entraîné l'équipe nationale italienne féminine à trois reprises (1985-1991, puis 1994-1995 et enfin 1999-2004).
En 2009, il franchit les Alpes pour prendre en main l'équipe française de Challes-les-Eaux (LFB).

## Palmarès
- 12 titres de Champion d’Italie (avec Vicenza et Come),
- 6 coupes d’Italie (avec Viterbo et Come),
- 2 Euro coupes (avec Schio),
- 6 Euro league (avec Vicenza et Come) en 14 participations où il a atteint chaque fois au moins les demi-finales.
- 1 mondial des clubs (avec Come),
- Entraîneur de l’équipe nationale (178 matchs)